# Косто Дочев
Косто Илийчев Дочев е български офицер, общественик, кмет на Ловеч.

## Биография
Роден е на 1 януари 1873 г. в Ловеч. Завършва дивизионна учебна команда с чин подпоручик. Участва като офицер в Балканската, Междусъюзническата и Първата световна война, като достига до чин капитан. Служи в Седемнадесети пехотен Доростолски полк. В периода 1905 – 1908 г. е кмет на град Ловеч, след това до 1910 г. е общински съветник. След демобилизацията от войната е председател на читалищното настоятелство и деятел на местния клон на дружеството „Червен кръст“. Има принос за строежа на детската ученическа колония в местността „Пролоза“. През 1940 г. е награден с почетния знак на дружество „Червен кръст“. Дългогодишен управител на Акционерно-спестовно дружество, по-късно Ловешка търговска акционерна банка. Убит след деветосептемврийския преврат през 1944 г. Съпруг на ловешката писателка и художничка Богдана Дочева.